# Gabala (ciudad)
Gabala ([ɡɐˈbaɫə] en azerí: Qəbələ) es una ciudad de Azerbaiyán, situada en la parte norte del país. Es centro del raión homónimo. Como parte del Imperio ruso, la ciudad fue llamada Kutkashen hasta 1991. Gabala es también el título de la capital cultural de la CEI. Fue la antigua capital de Albania caucásica, cuyo sitio arqueológico está localizado a unos 20 km al suroeste.

## Geografía
Situada en las estribaciones del Gran Cáucaso, en las cuevas de la garganta. A lo largo de la ciudad fluye el río Damiraparanchaj. Está situada a 200 km de Bakú.

## Demografía
| Gráfica de evolución de Gabala entre 1959 y 2020 |
|                                                  |

En el año 1959 la población fue alrededor 4 mil habitantes. El 1989 la población fue 13 mil habitantes, el 2009 - 12 mil. Según estimación 2017 contaba con 13 000 habitantes. En 1989 vivían 13 190 hab.

## Qabaland
Es el parque temático en la ciudad Qabala de Azerbaiyán. Aquí hay luna park, equipado col las máquinas de juego de producción británica, italiana, alemán, parque "LaserMaxx" en 1000 metros cuadrados, 2 pistas para los coches de carrera, pista de motos, pista de patinaje, piscina, los lugares para jugar el fútbol, básquet y voleibol.

## Galería

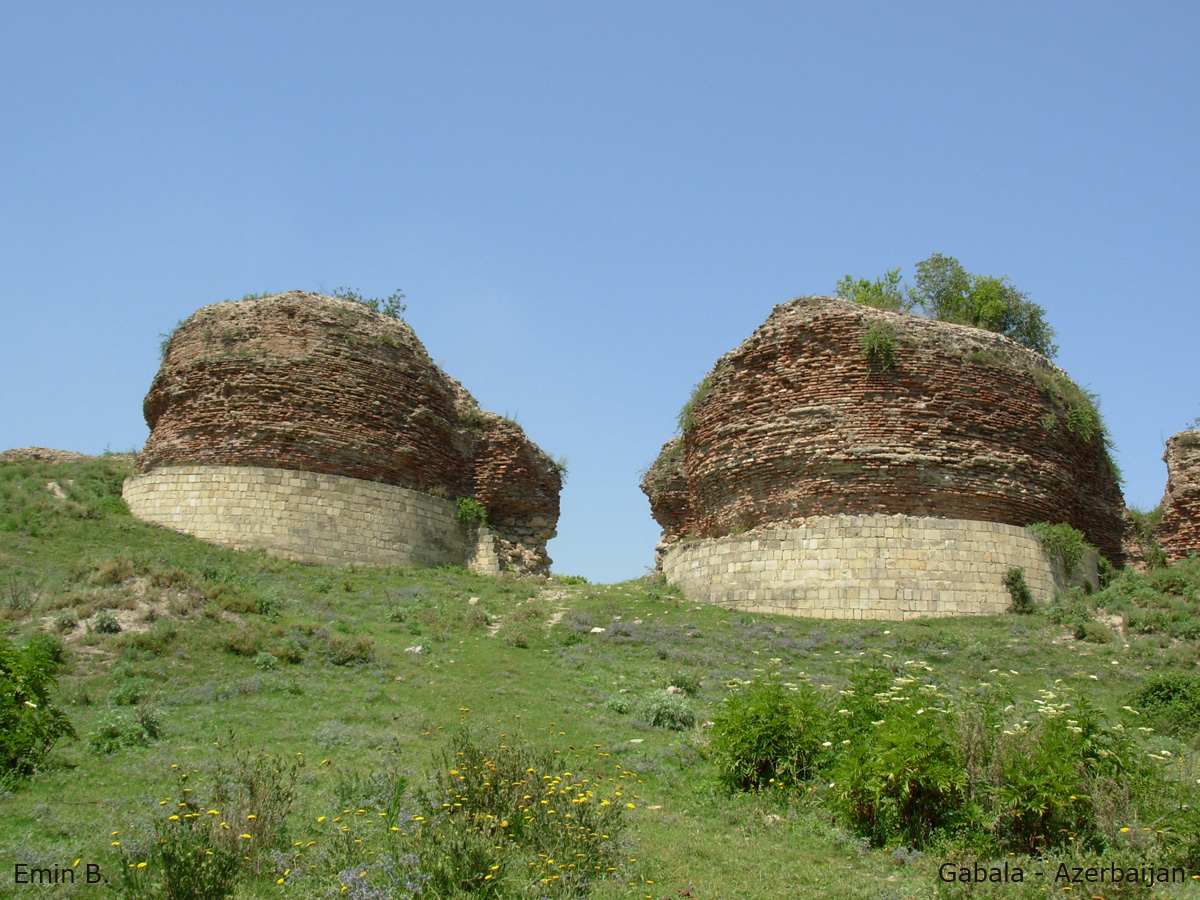
Antiguo Qabala (Kabalaka)

## Deporte

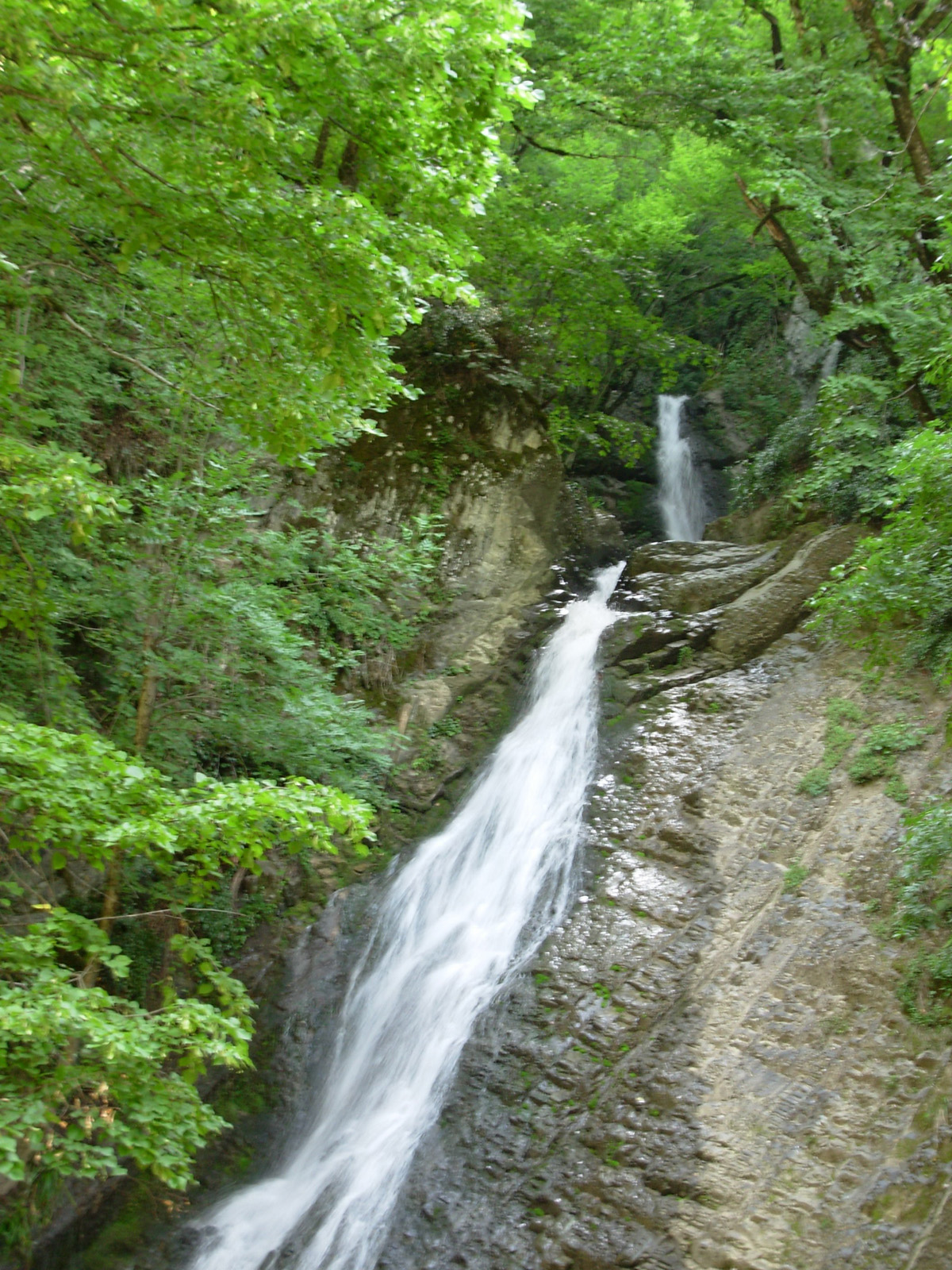
Cascada en Gabala, Azerbaiyán.

### Fútbol

#### FC Gabala
Gabala es un club de fútbol azerbaiyano de la ciudad de Gabala. Fue fundado en 2005 y juega en la Liga Premier de Azerbaiyán. 

##### Histórico de participación

###### Liga Azerbaiyán
16 veces (2018, 2017, 2016, 2015, 2014, 2013, 2013, 2012, 2012, 2011, 2011, 2010, 2010, 2009, 2008, 2007)

###### Copa Azerbaiyán
12 veces (2018, 2017, 2016, 2015, 2014, 2013, 2012, 2011, 2010, 2009, 2008, 2007)

###### Fase Previa Europa League Grupo 2
11 veces (2018, 2018, 2017, 2017, 2017, 2017, 2016, 2016, 2016, 2016, 2015)

###### Europa League Grupo 3
2 veces (2017, 2016)